# Lóránt-Zoltán Sas
Lóránt-Zoltan Sas (n. 4 aprilie 1973, Beclean, România) este un deputat român, ales în 2020 din partea PLUS. 